# Тузлы (Николаевская область)
Тузлы (укр. Тузли) — село в Николаевском районе Николаевской области Украины.
Тузлы основаны в конце XVIII в. переселенцами из Белоруссии и казаками Черноморского казачьего войска. В 20-х годах XIX в. сюда переселили крепостных из Воронежской, Курской и Орловской губерний. Название село получило от солёного озера Тузлы. Население по переписи 2001 года составляло 904 человек. Почтовый индекс — 57436. Телефонный код — 5153. Занимает площадь 0,169 км².
В селе родился Герой Советского Союза Пётр Конев.

## Местная власть
57453, Николаевская обл., Николаевский р-н, с. Коблево, ул. Одесская, 4.